# Sermange
Sermange ist eine französische Gemeinde im Département in der Region Bourgogne-Franche-Comté. Sie gehört zum Arrondissement Dole und zum Kanton Authume. 
Die angrenzenden Gemeinden sind Saligney, Gendrey, Auxange, Malange und Serre-les-Moulières.

## Bevölkerungsentwicklung
| Jahr                       | 1962 | 1968 | 1975 | 1982 | 1990 | 1999 | 2008 | 2017 |
| -------------------------- | ---- | ---- | ---- | ---- | ---- | ---- | ---- | ---- |
| Einwohner                  | 184  | 153  | 144  | 186  | 210  | 231  | 268  | 249  |
| Quellen: Cassini und INSEE |      |      |      |      |      |      |      |      |

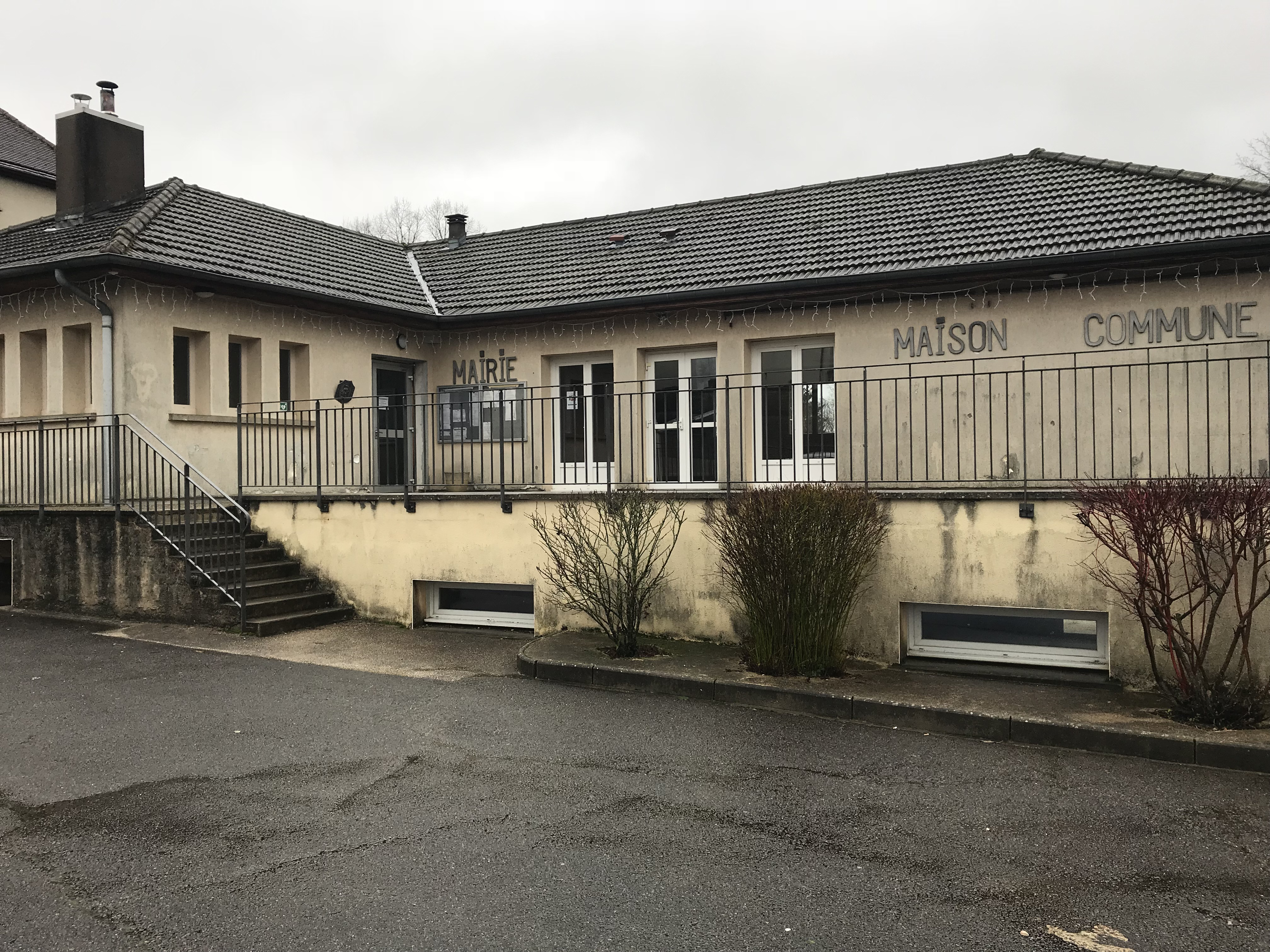
Mairie Sermange
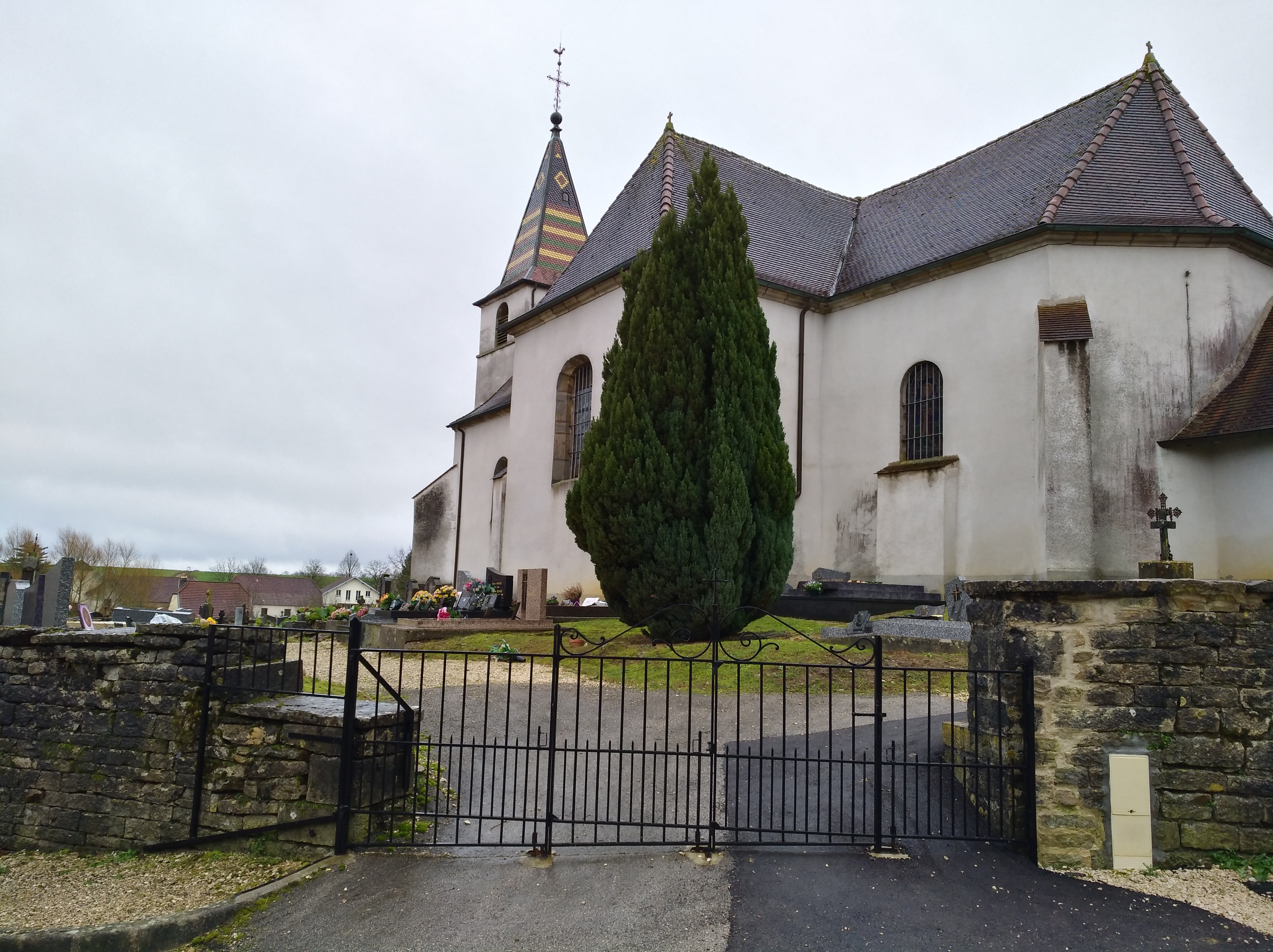
Kirche Saint-Étienne
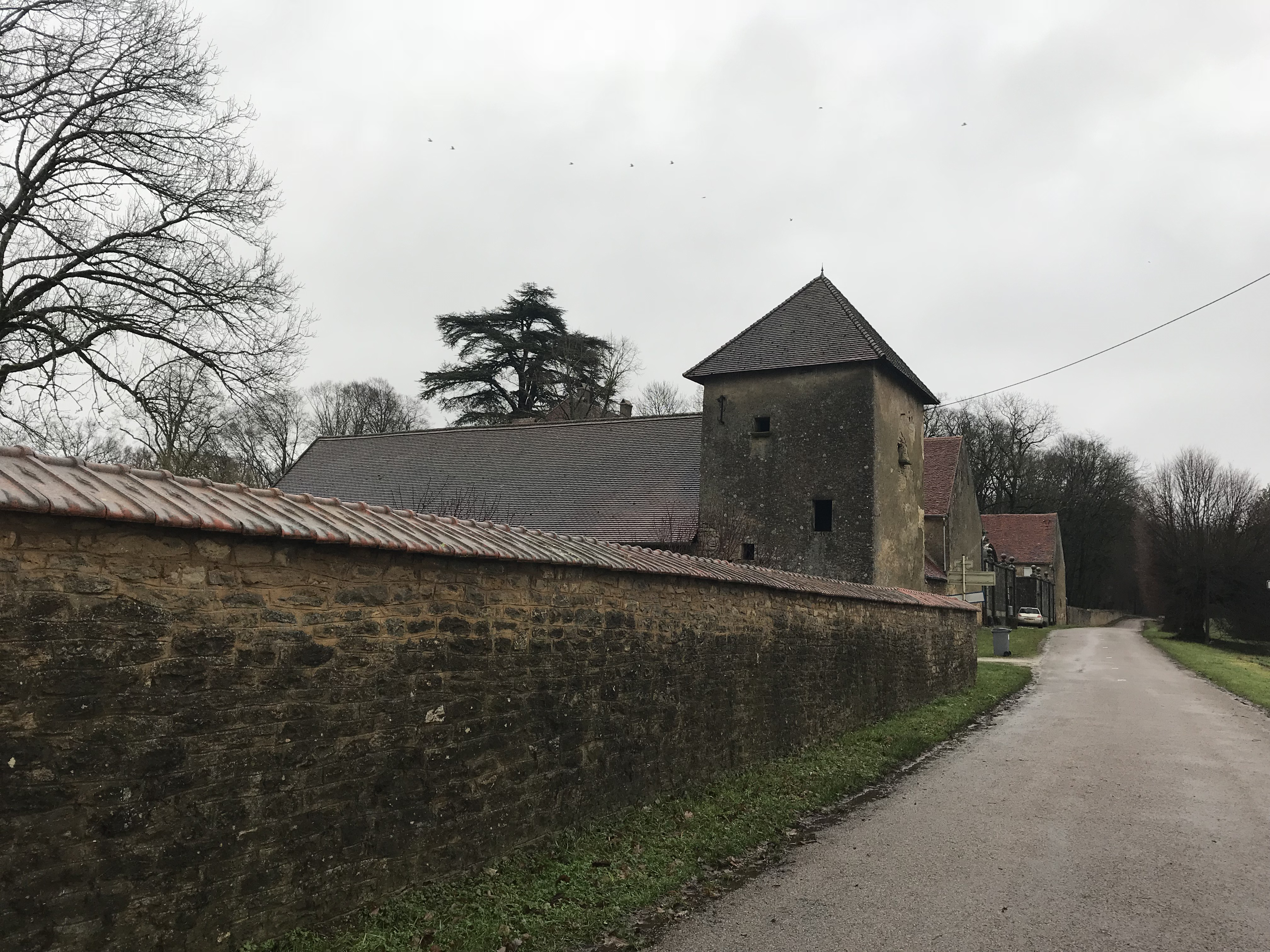
Château Sermange